# Frequin
Frequin war ein Volumenmaß in Martinique und Guadeloupe. Es war ein Getreidemaß, das vorrangig für Hülsenfrüchte verwendet wurde. Man bezeichnete es auch mit Quart de Barill, dem Viertelbarill. Das Maß war auch im französisch verwalteten Westindien in Anwendung. Der Barill, das Fass als maßbestimmend mit 102,445 Liter, hatte 55 Pariser Pots oder 110 Pints.

## Umrechnung
- Martinique: 1 Frequin = ¼ Baril = 1,9688 Boisseau (Scheffel) = 25,61 Liter
- Guadeloupe: 1 Frequin = ¼ Baril/Barill  = 24,21 Liter
- Französisch-Westindien: 1 Frequin = ¼ Barill = 1291,0625 Pariser Kubikzoll = 25,61 Liter